# Cani (groupe)
Pour les articles homonymes, voir Cani (homonymie).
Cani est un groupe italien de punk hardcore, originaire de Pesaro, actif entre 1982 et 1985. Le groupe faisait partie de la scène punk hardcore italien qui, à cette période, s'étend des Marches à la Romagne, à laquelle appartiennent des groupes tels que Vivisexione (de Pesaro), Wasted Glory (de Cervia-Pesaro), Dioxina (de Rimini-Pesaro), et Rivolta dell'Odio, Cracked Hirn et Azione non violenta (d'Ancône), et Paper's Gang (par la suite devenu Gang) et Reig.

## Histoire

### Débuts et succès
Cani est formé en 1982 à Pesaro de la rencontre de Mauro Copes (alias Mughy), Roberto Russo, Adamo Sanchini et Mirco Uguccioni, bientôt remplacé par Eric Lumen Leur première cassette autoproduite avait l'image de deux chiens en train de s'accoupler sur la pochette.
En 1983, Dischi Storti Records sort l'EP Guai a voi! qui est considéré par beaucoup comme l'un des premiers et meilleurs disques de punk hardcore italien. De la tournée qui suit, le concert à Rome au Forte Prenestino, qui commence tout juste son activité dans ces années-là, est mentionné dans le livre Lumi di punk : la scena italiana raccontata dai protagonisti de Marco Philopat. L'album est également mentionné dans le no 10 de Maximumrocknroll publié en 1983, un fanzine spécialisé basé à San Francisco et l'une des rares publications américaines à chroniquer des albums et à faire des reportages sur la scène européenne et italienne.
La même année, ils participent à Goot from the Boot, une compilation vinyle publiée par Spittle Records, à Loro Decidono...Tu Paghi ! - une compilation de punk hardcore italien sur cassette coproduite par le label ligure Edizioni Storie Tese et l'américain Bad Compilation Tapes, à la compilation vinyle Quelli che urano ancora de C.A.S. Records, label du bolonais Nabat et à Raptus - Negazione e Superamento, une compilation sur vinyle publiée par Meccano Records de Giulio Tedeschi définie comme « une des collections emblématiques de la toute première génération hardcore italienne. »
Leur activité se poursuit jusqu'en 1985 avec de nombreuses apparitions sur des compilations de punk hardcore et, même plus tard, leurs chansons sont publiées à plusieurs reprises dans des compilations.

### Activités post-séparation
Après la séparation du groupe, Roberto Russo et Adamo Sanchini forment les Boohoos. En 1987, les chansons Questa è la tua vita et Quando sarai grande sont incluses dans la compilation de cassettes intitulée Around the World in 90 Minutes publiée par le label belge Smurf Punk Tapes. En 1998, Alessandro Bolli leur consacre une entrée dans son Dizionario dei Nomi Rock publié par Arcana Editrice.
En 2002, la chanson Guai a voi! est incluse dans la compilation Killed By Hard Core Compilation # Two, produite par le label américain Redrum Records (KBD). En 2009, Mauro Copes publie le roman Fuori dal Freddo, édité par Montag Edizioni.
En 2011, Dischi Storti Records, en collaboration avec SOA Records, publie une compilation des Cani intitulée Tutto quello che io chiedo.

## Discographie

### Albums studio
- 1983 : Flash di sangue (autoprodution)[6]

### EP
- 1984 : Guai a voi! (Dischi Storti Records)[7]

### Singles
- 2011 : Tutto quello che io chiedo (SOA Records, Dischi Storti Records)

### Apparitions sur compilations
- 1984 : Goot from the Boot - avec les morceaux Sabotaggio et Quando sarai grande (Spittle Records - réédition : 2006 Spittle Records, 2007 Gonna Puke)
- 1984 : Loro decidono... Tu paghi! - They Decide...You Pay! - avec les morceaux Questa è la tua vita, Di che parli?, I tempi son cambiati, Quando sarai grande et Guai a voi! (Edizioni Storie Tese, Bad Compilation Tapes)
- 1985 : Raptus - Negazione e Superamento - avec les morceaux La mia carta et E allora capirai... Un nuovo mondo (Meccano Records)
- 1985 : Quelli che urlano ancora - avec le morceau Vivi la tua vita (C.A.S. Records - réédition : 1999 Potere Records)
- 1985 : O con noi o contro di noi - avec le morceau Vivi la tua vita (Kriminal Tape, Cavallo Noise Rec)
- 1987 : Around the World In 90 Minutes - avec les morceaux Questa è la tua vita, e Quando sarai grande (Smurf Punk Tapes)
- 1994 : Prima della Seconda Repubblica - avec les morceaux I tempi son cambiati (Provincia Attiva)
- 1995 : Rovina Hardcore - Live 1981-1985 - avec le morceau Guai a voi! (Provincia Attiva)
- 1999 : Quelli che urlano ancora - avec les morceaux Questa è la tua vita, Di che parli?, I tempi son cambiati, Quando sarai grande et Guai a voi! (Neo-Form)
- 2002 : Killed By Hard Core Compilation # Two - avec les morceaux Guai a voi! (non ufficiale)
- 2003 : Sans titre - avec les morceaux Di che parli? et I tempi son cambiati (Libero Records)